# Evrard Godefroid
Evrard Godefroid (* 29. Juni 1932 in Binche; † 31. Dezember 2013 in Charleroi) war ein belgischer Radrennfahrer.

## Sportliche Laufbahn
Godefroid war Teilnehmer der Olympischen Sommerspiele 1956 in Melbourne. Dort startete er im 1000-Meter-Zeitfahren und belegte beim Sieg von Leandro Faggin den 19. Platz. Zudem startete er im Sprint. Im Olympiajahr wurde er beim Sieg von Jos De Bakker Dritter der nationalen Meisterschaft im Sprint der Amateure. 